# Get Wiser Live DVD
Get Wiser Live DVD è la versione in DVD di Get Wiser dei SOJA, ripreso live in Virginia nel gennaio del 2006. Il DVD è stato pubblicato nel 2007.

## Tracce
- Intro by Dermot Hussey
- Open My Eyes
- By My Side (feat. Junior Marvin)
- My Life Alone
- Faith Works
- What Would...?
- Strong for Them
- Can't Tell Me (feat. Carmelo Romero)
- Be Aware
- I've Got Time
- Sorry (feat. Go-Go Mickey)
- Bring Back Truth
- You Don't Know Me (feat. Junior Marvin)
- 911
- Devils

### Tracce bonus
- Rasta Courage
- True Love